# سیارک ۶۳۵۳
سیارک ۶۳۵۳ (به انگلیسی: 6353 Semper، نامگذاری:3107T-3) شش هزار و سیصد و پنجاه و سومین سیارک کشف شده‌است که در ۱۶ اکتبر ۱۹۷۷ کشف شد.
قدر مطلق سیارک برابر ۱۲٫۱۰ است.